# Uppvärmning (träning)
Uppvärmning är att förbereda kroppen för en fysisk ansträngning genom lättare övningar. Uppvärmning gör muskeln varmare genom friktion och ökad metabolism. Värmen i sig ökar metabolismens hastighet. Dessutom ökar blodcirkulationen vilket ger muskeln bättre tillgång till syre och bränsle. En högre temperatur ökar också nervernas ledningshastighet och man reagerar därför snabbare när man är uppvärmd.  
Det har även framförts teorier om att uppvärmning förebygger skador. Detta har dock endast kunna bevisas i laboratoriemiljö.